# Тейс, Руфина Владимировна
Руфина Владимировна Тейс (1896—1977) — советский учёный, доктор химических наук (1959), профессор.

## Биография
Родилась в 1896 г. в г. Самаре, отец — Владимир Владимирович Тейс, статский советник, служащий Самарского управления государственных имуществ.
После окончания гимназии работала химиком-лаборантом в Институте им. Бейеринка Самгубздрава и на кафедре аналитической химии Самарского университета.
Поступила в Томский университет, после третьего курса перевелась на химический факультет 2-го Московского университета, по его окончании с 1924 г. работала на Центральной торфяной станции Наркомзема (Москва).
С 1926 по 1936 г. ассистент физико-химического отделения, а затем заведующая химической лабораторией Государственного научного института охраны труда, занималась разработкой методов определения малых количеств промышленных ядов в воздухе производственных помещений.
С 1936 г. старший научный сотрудник Биогеохимической лаборатории (в дальнейшем — Институт геохимии и аналитической химии им. В. И. Вернадского АН СССР), где работала в Комиссии, связанной с проблемами воды, а затем (до 1977 г.) в лаборатории геохимии изотопов. Во время войны занималась исследованиями оборонной тематики.
С помощью изотопов совместно с А. П. Виноградовым установила, что при фотосинтезе растения выделяют кислород из воды.
Автор методов определения изотопного состава природных вод; показала возможность использования изотопов в качестве индикаторов геохимических процессов.
Разработала метод изотопной палеотермометрии для определения климатических условий отдельных геологических эпох.
В 1938 г. в 1-м Московском медицинском институте за серию работ по определению галоидов в воздухе и по исследованию свойств слабых растворов йода ей ученым советом была присуждена степень кандидата биологических наук. В 1959 г. на Учёном совете ГЕОХИ АН СССР защитила докторскую диссертацию на тему «Роль воды в распределении изотопов кислорода и водорода в природе».

## Награды и премии
Награждена орденом Трудового Красного Знамени (1953) и медалями «За доблестный труд в Отечественной войне» и «800-лет Москвы».